# Duško Mrduljaš
Duško Mrduljaš (* 17. Juli 1951 in Split) ist ein ehemaliger jugoslawischer Ruderer, der dreimal bei Olympischen Sommerspielen antrat. 1980 gewann er eine Bronzemedaille im Zweier mit Steuermann.

## Sportliche Karriere
Der 1,96 Meter große Duško Mrduljaš ruderte für den Verein HVK Gusar in Split. 1969 gewann er zusammen mit Dragan Milosevic die Bronzemedaille im Zweier ohne Steuermann bei den Junioren-Weltmeisterschaften. 1971 belegte er zusammen mit Nikola Mardešić den fünften Platz bei den Europameisterschaften in Kopenhagen. Die beiden traten 1972 bei den Olympischen Spielen in München an und belegten den elften Platz.
1975 belegte Duško Mrduljaš zusammen mit Zlatko Celent den neunten Platz im Zweier ohne Steuermann bei den Weltmeisterschaften in Nottingham. Bei den Olympischen Spielen 1976 in Montreal gewannen Zlatko Celent und Duško Mrduljaš ihren Vorlauf und belegten im Halbfinale den zweiten Platz hinter dem Boot aus den USA. Im Finale siegte der Zweier aus der DDR vor dem Boot aus den USA und dem Boot aus der Bundesrepublik Deutschland. Vier Sekunden hinter den Deutschen belegten die beiden Jugoslawen den vierten Platz. Ebenfalls den vierten Platz belegten die beiden bei den Weltmeisterschaften 1977. Im Jahr darauf ruderten sie bei den Weltmeisterschaften 1978 auf den siebten Platz.
1979 bildeten Celent und Mrduljaš mit Josip Reić einen Zweier mit Steuermann. Bei den Weltmeisterschaften in Bled siegte der Zweier aus der DDR vor dem Boot aus der Tschechoslowakei. Bronze gewann die Crew aus den Vereinigten Staaten, die im Ziel 0,09 Sekunden Vorsprung vor den Jugoslawen hatte. Im gleichen Jahr fanden in Split die Mittelmeerspiele statt. Vor heimischem Publikum siegten die Jugoslawien vor den Italienern und den Franzosen. Im Jahr darauf bei den Olympischen Spielen 1980 in Moskau siegte der Zweier mit Steuermann aus der DDR mit 0,8 Sekunden Vorsprung auf das Boot aus der Sowjetunion. Mit anderthalb Sekunden Rückstand auf die Zweiten gewannen Celent, Mrduljaš und Reić die Bronzemedaille. Bei den Weltmeisterschaften 1981 trat Duško Mrduljaš im Einer an und belegte den elften Platz.